# Bij, Nedrîhailiv
Bij (în ucraineană Біж) este un sat în comuna Horujivka din raionul Nedrîhailiv, regiunea Sumî, Ucraina.

## Demografie
Componența lingvistică a localității Bij
     Ucraineană (97,5%)
     Rusă (2,5%)
Conform recensământului din 2001, majoritatea populației localității Bij era vorbitoare de ucraineană (97,5%), existând în minoritate și vorbitori de rusă (2,5%).